# Kadaranaikanahalli, Harihar
Kadaranaikanahalli là một làng thuộc tehsil Harihar, huyện Davanagere, bang Karnataka, Ấn Độ.